# Hexatoma caninota
Hexatoma caninota är en tvåvingeart som beskrevs av Alexander 1937. Hexatoma caninota ingår i släktet Hexatoma och familjen småharkrankar. Inga underarter finns listade i Catalogue of Life.